# Национални паркове на Канада
Националните паркове на Канада са защитени територии, създадени съгласно федералното законодателство, за да се запази природното богатство на Канада. През 1998 г. Парламентът приема закон, с който се създава Паркове на Канада като отделна агенция за администрирането на Канадската паркова система. В Канада има повече от 40 национални парка и национални паркове резервати.

## Начало
Канадската национална паркова система стартира през ноември 1885 г., когато е заделена за обществено ползване площ от около 26 км2 в северния склон на планината Сълфър. Тази област, пещерата и горещите извори стават по-късно Национален парк Банф. Законопроектът за установяване на първия национален парк в Канада е въведен в Камарата на общините през април 1887 г. Законът за парка на Скалистите планини, който понастоящем се нарича национален парк „Банф“ е приет на 23 юни 1887 г. В началото на 20 век са предприети действия за развитие на националните паркове в източната част на Канада като се започне със създаването на Национален парк „Сейнт Лорънс“ през 1904 г.

## Развитие
Първата в света администрация на националните паркове, Отдел за парковете на Доминиона, е създадена в Канада през 1911 г. под ръководството на Министерството на вътрешните работи. Първият комисар е Джеймс Харкин (служил от 1911 до 1936 г.) По време на мандата му са създадени 9 национални парка: Елк Айланд (1913), Маунт Ривълсток (1914), Пойнт Пили (1918), Кутенаи (1920) (1922), (Принц Албърт (1927), Ридинг Маунтън (1929 г.), Джорджиан Бей Айландс (1929 г.) и Кейп Бретон Хайлендс (1936).
Националните паркове и националните паркове резервати са пръснати от Куттинирпаак на 660 км от Северния полюс до Пойнт Пили в най-южния край на континенталната част на Канада и от Тера Нова на източния бряг на Нюфаундленд до Гуаии Хаанас на Хайда Гуаии. Общата площ на националните паркове в Канада е повече от 300 000 км2, площ, която е 53 пъти по-голяма от остров Принц Едуард или над 2,2 пъти по-голяма от трите морски провинции и е равна на над 3% от територията на Канада.
Националните паркове варират по размер, от Ууд Бъфало, който е с размерите на Швейцария, до Пойнт Пили с малкия си размер от 15 км2.

## Политика и управление
Националните паркове са защитени съгласно федералния Закон за националните паркове на Канада от всички форми на индустриално развитие, включително проучване и развитие на минното дело, горското стопанство, добива на нефт и природен газ и хидро-електрическото развитие, както и от търговски атрактивни дейности като спортен лов. Акцентът е върху осигуряването на дейности, съответстващи на опазването на парковите ресурси като същевременно се предоставят изключителни възможности за посетители.
Първата политика на националните паркове въведена през 1964 г., обръща внимание на значението на опазването на природните ресурси в парковете. През 1986 г.е одобрена отделна политика за националните морски паркове, сега наричани национални зони за опазване на морската среда. Настоящите ръководни принципи и оперативните политики включват политики както за парковете, така и за морските зони за опазване. Политиката подчертава, че за да се защитят ресурсите, естествените екологични процеси трябва да могат да функционират в паркове с минимална намеса от хора. Тя също така осигурява рамка за дългосрочното планиране за създаването на нови паркове и за осигуряване на качествени посетителски услуги и подходящи възможности за отдих. Спортният лов е забранен в националните паркове, но в повечето паркове спортният риболов е разрешен в определени райони. Много национални паркове, особено в Севера, са в области, в които коренните народи продължават да разчитат на природните ресурси, в които техните култури отразяват тясна връзка със земята. Традиционното събиране на природни ресурси от коренните общности продължава в много национални паркове.
Съгласно федералния Закон за защитените видове, Паркове на Канада играе важна роля в опазването и възстановяването на застрашени видове, защото половината от рисковите видове, които понастоящем са регистрирани в Канада се намират на земи, администрирани от Агенцията. Паркове на Канада прави това чрез: водене и участие в екипи за възстановяване; разработване и подкрепа на стратегии за възстановяване и приоритетни действия; Обучение на канадци за видове в риск; събиране на подробна информация за разпространението и популационния статус на видовете и оценка на начина, по който дейностите могат да засегнат видовете изложени на риск в защитените райони и да наблюдават последиците от тези дейности.
До 1970 г. са създадени 20 нови национални парка, както и споразумения, водещи до тяхното създаване са подписани с провинциалните правителства.
От 1985 г. на стогодишнината от създаването на първия национален парк в Канада са създадени следните нови национални паркове или национални паркове резервати: Куттинирпаак, Гуаии Хаанас, Аулавик, Полуостров Брус, Граслендс, Вунтут, Уапуск, Туктут Ногайт, Симилик, Гълф Айланд, Уккусикалик, Торнгейт и остров Сейбъл. Работата с туземните общности е ключова за създаването на нови национални паркове. Например през 2009 г. Парламентът успява да завърши шесткратно разширяване на резервата на национален парк Нахани, заради сътрудничеството между Паркове на Канада и Първите нации на Дехчо, които се опитват да защитят водосборния басейн на река Южен Нахани. При създаването на Нахани, третият по големина национален парк в Канада, партньорството между правителството на Канада и Дехчо води до едно от най-значимите решения за опазването на местообитанията за мечките гризли и карибу.

## Туризъм
Ранните национални паркове се съсредоточават върху предоставянето на съоръжения за отдих, например голф игрища, тенис кортове и ски курорти. Днес целта е да се осигурят възможности за отдих на открито, които да съответстват на дългосрочната защита на природните ресурси и да изискват минимални възможности.
Туризъм, каране на кану, ски бягане и преходи със снегоходки са примери за дейности, считани за съвместими с природата на парковете. Във всички национални паркове природолюбители са на разположение за посетителите като предоставят информация за развлекателните дейности.

## Световно значение
Националната паркова система на Канада е част от глобалната мрежа от повече от 100 000 защитени територии в 120 страни и обхваща около 12% от повърхността на планетата. Като член на Международния съюз за опазване на природата и природните ресурси, Паркове на Канада допринася за разработването на международно признати стандарти и критерии за паркове по целия свят. Паркове на Канада също е основната агенция, отговорна за изпълнение на задълженията на Канада съгласно Конвенцията за световно наследство на Организацията на Обединените нации за образование, наука и култура (ЮНЕСКО). Редица национални паркове в Канада са част от световната мрежа от биосферни резервати в рамките на Програмата за човека и биосферата на ЮНЕСКО, която признава изключителни примери за природни екосистеми в целия свят.

## Перспективи
Единадесет от 39-те природни парка на Канада все още не са представени в националната паркова система. Паркове на Канада трябва да осигури необходимата подкрепа на провинциалните и териториалните правителства, както и на коренните народи и местните общности за създаването на нови национални паркове. В пет от непредставените природни региони Паркове на Канада активно работи за осигуряване на необходимите споразумения. Тези нови зони са допринесли значително за опазването на бореалната гора на Канада, местообитанията на карибу, речните течения и застрашените видове. Една от най-разпространените заплахи за екологичната цялост на националните паркове, особено тези в южните райони на Канада е разпокъсаността на местообитанията, заради преобразуването на съседните земите около парка в земеделски, градски, минни или горски земи. Много от местообитанията в южните паркове са пряко засегнати от промените в съседните земи. Някои видове, които понастоящем съществуват в парковете, може да не оцелеят в дългосрочен план, освен ако не се предприемат мерки в сътрудничеството с местните и регионалните земеделски стопани.
Парковете на Канада продължава да работи за установяване на регионални подходи чрез партньорства с горското и селското стопанство, местните общности, частните собственици на земя, екозащитните групи, провинциалните паркови агенции и други.
Паркове на Канада със своята стогодишна история като първата в света национална паркова служба, се фокусира върху гарантирането, че националните паркове остават важни за канадското общество като опазват и представят някои от емблематичните пейзажи на Канада. Тази значимост се визира в работата и за защита на важни примери за биологичното разнообразие на страната и за гарантиране, че националните паркове помагат за смекчаване на въздействието на изменението на климата върху екосистемите.